# 도쿠나가 유헤이
도쿠나가 유헤이(일본어: 徳永 悠平, 1983년 9월 25일 ~ )는 일본의 전 축구 선수이다.

## 구단 경력
그는 2003년부터 2020년까지 J리그의 FC 도쿄, V-파렌 나가사키에서 활동하였다.

## 국가대표팀 경력
그는 2003년 FIFA 세계 청소년 축구 선수권 대회에 참가할 일본 U-20 국가대표팀에 발탁되었으며, 5경기에 출전, 8강 진출에 기여했다.
그는 2004년 하계 올림픽에 참가할 일본 U-23 국가대표팀에 발탁되었으며, 2경기에 출전했다.
그는 2009년 AFC 아시안컵 예선에 참가할 일본 국가대표팀에 발탁되었으며, 11월 14일 홍콩와의 경기에서 데뷔했다. 2010년 동아시아 축구 선수권 대회에도 출전했다.
그는 2012년 하계 올림픽에 참가할 일본 U-23 국가대표팀에 발탁되었다. 5경기에 출전, 4강 진출에 기여했다.
그는 2013년까지 국제 A매치 통산 9경기에 출전했다.

## 통계
| 일본 | 일본 | 일본 |
| 연도 | 출전 | 득점 |
| ---- | ---- | ---- |
| 2009 | 5    | 0    |
| 2010 | 2    | 0    |
| 2011 | 0    | 0    |
| 2012 | 0    | 0    |
| 2013 | 2    | 0    |
| 통산 | 9    | 0    |